# Wirtschaftsphilosophie
Die Wirtschaftsphilosophie befasst sich mit den theoretischen, anthropologischen, ethischen, praxisbezogenen und politischen Grundlagen und -fragen der Wirtschaft und ihrer Wissenschaften. Unter Wirtschaft wird die Gesamtheit aller Handlungen und Systeme verstanden, durch die Sachgüter, Dienstleistungen sowie Zahlungsmittel geschaffen, angesammelt oder getauscht werden, die der Deckung des Bedarfs zur Sicherung der menschlichen Existenz dienen.
In der Wirtschaftsphilosophie bezieht sich das kritisch-philosophische Nachdenken auf alle Themen des wirtschaftlichen Handelns, seiner politischen Rahmenbedingungen und der Wirtschaftstheorie. Zwei Aspekte des Philosophierens stehen dabei im Vordergrund: a) die (sprach-)analytische und wissenschaftstheoretische Reflexion der methodischen und inhaltlichen Prämissen ökonomischer Begriffsbildung, Modelle und Theorien einerseits sowie b) die analytische und ethische Reflexion wirtschaftlichen und wirtschaftspolitischen Handelns andererseits. Daher sind die Fächer Wirtschafts- und Unternehmensethik Teildisziplinen der Wirtschaftsphilosophie.
Wirtschaftsphilosophie ist als angewandte Philosophie zu verstehen. Sie vereinigt sowohl theoretische als auch praktische Aspekte wirtschaftlichen Handelns. Je nach Blickwinkel lässt sich die Wirtschaftsphilosophie auch als Teildisziplin der Sozialphilosophie oder der Wirtschaftswissenschaften definieren. Darüber hinaus kann Wirtschaftsphilosophie als interdisziplinäres Themenfeld für Wirtschaftswissenschaftler und Philosophen aufgefasst werden.
Als Begründer der Wirtschaftsphilosophie in Deutschland gilt Fritz Berolzheimer (1869–1920) mit seinem fünfbändigen Werk „System der Rechts- und Wirtschaftsphilosophie“ (München 1904–1907). Im zweiten Band mit dem Titel "Die Kulturstufen der Rechts- und Wirtschaftsphilosophie" schreibt Berolzheimer, die Wirtschaftsphilosophie beleuchte die "menschliche Wirtschaft" vom philosophischen Standpunkt aus.

## Hochschulen mit wirtschaftsphilosophischen Studiengängen
- Hochschule für Gesellschaftsgestaltung, Koblenz: "Ökonomie – Nachhaltigkeit – Transformation" (Bachelor-Studiengang), "Ökonomie – Nachhaltigkeit – Gesellschaftsgestaltung", sowie "Ökonomie – Verantwortung – Institutionsgestaltung" (Master-Studiengänge)
- Universität Bayreuth: Philosophy & Economics
- Universität Bern: Political, Legal, and Economic Philosophy (Master-Studiengang)
- Ruhr-Universität Bochum: Ethics - Economics, Law and Politics
- Frankfurt School of Finance & Management: Management, Philosophy & Economics
- Christian-Albrechts-Universität zu Kiel: Praktische Philosophie der Wirtschaft und Umwelt (Master-Studiengang)
- Universität Mannheim: Kultur und Wirtschaft mit dem Kernfach Philosophie
- Ludwig-Maximilians-Universität München: Philosophie, Politik, Wirtschaft (berufsbegleitender Master-Studiengang)
- Universität des Saarlandes, Saarbrücken: Economics, Finance and Philosophy
- Universität Witten/Herdecke: Philosophy, Politics and Economics (Master-Studium auf Englisch, Bachelor-Studium auf Deutsch)

## Teilgebiete und Themen
Teilgebiete und Themen der Wirtschaftsphilosophie sind zum Beispiel:
- Theorie ökonomischer Erkenntnisse
- Unterscheidung zwischen positiver und normativer Ökonomik
- Analyse wirtschaftswissenschaftlicher Begriffe und Argumentationen
- Definitionen und Modelle in den Wirtschaftswissenschaften
- Wirtschaftsethik
- Unternehmensethik
- Umweltethik und wirtschaftliches Handeln
- Menschenbilder in der Wirtschaft
- Kritische Sprachanalysen der Wirtschafts- und Unternehmenskommunikation
- Ökonomie und Ökologie: Begriffsklärungen aus philosophischer und ethischer Sicht
- Globalisierung, Regionalität und Identität
- Wirtschaftssysteme, Unternehmen und menschliche Individualität
- Analyse des Arbeitsbegriffs
- Wirtschaft, Wohlstand und ein gutes Leben
- Kultur, Gesellschaft, Wirtschaft und menschliches Glück
- Ökonomisierung des Lebens
- Das Verhältnis von Politik und Wirtschaft